# 이승현 (1979년)
이승현(1979년 ~ )은 대한민국의 전 춘천mbc 아나운서였으며, 현재 대학교수이다. 

## 방송진행
춘천MBC MBC 뉴스데스크 강원 (진행)
춘천MBC 외 MBC 강원 3사 MBC 뉴스투데이 강원 (임시 진행)
3.3. 교양/예능[편집]
춘천MBC 전국시대 (진행)
춘천MBC 신나군 (진행)
전주MBC 당신의TV (출연)
3.4. 라디오[편집]
춘천MBC 표준FM 저녁의 인기가요 (진행)
춘천MBC 표준FM 추억 속으로 (진행)
춘천MBC 표준FM 라디오 뉴스 (진행)